# أغبلاغ كليسا كندي
أغبلاغ كليسا كندي (بالفارسية: اغبلاغ‌کلیساکندی) هي قرية تقع في أذربيجان الغربية في إيران. يقدر عدد سكانها بـ 58 نسمة بحسب إحصاء 2016.